# غاق بحري
غاق بحري (الاسم العلمي: Phalacrocorax pelagicus) هو نوع من جنس غاق.